# Un silence
Pour plus de détails, voir Fiche technique et Distribution.
Un silence est un film dramatique film franco-belgo-luxembourgeois, réalisé par Joachim Lafosse, sorti en 2023.

## Synopsis
François est un avocat très médiatisé, car il défend l'affaire qui fait la une de tous les journaux, une affaire de pédophilie doublée d'inceste.
Astrid sa femme silencieuse depuis 25 ans, voit son équilibre familial s’effondrer lorsque des accusations similaires surviennent au sujet de François.

## Fiche technique
Sauf indication contraire, les informations mentionnées dans cette section peuvent être confirmées par les bases de données cinématographiques IMDb et Allociné,  présentes dans la section « Liens externes ».
- Titre original : Un silence
- Réalisation : Joachim Lafosse
- Scénario : Joachim Lafosse, Thomas van Zuylen, Sarah Chiche, Matthieu Reynaert, Valérie Graeven, Chloé Duponchelle et Paul Ismael
- Musique : Meredi, Hania Rani, Hannah Peele, Tepr, Johann Johannsson, Ólafur Arnalds
- Décors : Anna Falguères
- Costumes : Isabel van Renterghem et Judith de Luze
- Photographie : Jean-François Hensgens
- Son : Alain Goniva
- Montage : Damien Keyeux
- Production : Aton Iffland Stettner, Eva Kuperman, Jani Thiltges, Antonino Lombardo, Régine Vial et Alexis Dantec
- Sociétés de production : Les Films du Losange, Prime Time, RTBF, Proximus, Stenola Productions, Samsa Film, Voo et France 3 Cinéma
- Société de distribution : Les Films du Losange
- Budget : 1,8 million d'euros
- Pays de production :  France et  Belgique
- Langue originale : français
- Format :
- Genre : Drame
- Durée : 99 minutes
- Dates de sortie :
  - Espagne : 25 septembre 2023 (San Sebastian)
  - France : 
    - 15 octobre 2023 (Lyon)
    - 02 septembre 2023 (Festival 2 Valenciennes)
    - 10 janvier 2024 (en salles)

## Distribution
- Daniel Auteuil : François Schaar
- Emmanuelle Devos : Astrid Schaar, l'épouse de François
- Matthieu Galoux : Raphaël Schaar, le fils adoptif
- Jeanne Cherhal : le commissaire Colin
- Louise Chevillotte : Caroline, la fille de François et d'Astrid
- Nicolas Buysse : Gillet
- Karim Barras : Barras
- Larisa Faber : Christelle Guérin, mère de victime défendue par François
- Baptiste Sornin : Étienne Guérin, père de victime défendu par François
- Shann Case : Shaan, un ami de Raphaël
- Massimo Riggi : le journaliste 1
- Colette Kieffer : la journaliste 2
- Elsa Rauchs : la journaliste 3
- Jonas Wertz : le journaliste 4
- Ismaël Michiels : Ismaël
- Damien Bonnard : Pierre, frère d'Astrid et ex victime de François (voix au téléphone)
- Magali Pinglaut : l'avocate de François Schaar
- Laure Hemmer : la bâtonnière
- Raphaëlle Bruneau : Madame Sautiaux

## Autour du film
- Daniel Auteuil et Emmanuelle Devos avaient déjà joué ensemble dans L'Adversaire de Nicole Garcia, qui est aussi un drame glaçant inspiré d'un fait divers sordide, l'affaire Jean-Claude Romand[3].